# 塔施峰
塔施峰（英語：Tasch Peak）是南極洲的山峰，位於瑪麗伯德地，處於里斯山東南部，屬於克拉里山脈的一部分，美國地質調查局根據測量和美國海軍拍攝的空中照片繪入地圖，現時由南極條約體系管理。